# Гірокастра
Гірока́стра (алб. Gjirokastër або Gjirokastra, грец. Αργυρόκαστρο або Γυρόκαστρο, Argyrókastro або Gyrókastro, італ. Argirocastro) — місто на півдні Албанії, у долині річки Дрінос.
Адміністративний центр однойменної області й муніципалітету. Населення — 22,8 тисяч чоловік (2004). Гірокастра має статус міста-музею, відома як батьківщина албанського лідера Енвера Ходжі. У 2005 році місто включено до списку Всесвітньої спадщини ЮНЕСКО, як місто часів Османської імперії, що добре збереглось.

## Географія

### Клімат
Місто знаходиться у зоні, котра характеризується середземноморським кліматом. Найтепліший місяць — серпень із середньою температурою 24.4 °C (76 °F). Найхолодніший місяць — січень, із середньою температурою 5 °С (41 °F).
| Клімат Гірокастри       | Клімат Гірокастри | Клімат Гірокастри | Клімат Гірокастри | Клімат Гірокастри | Клімат Гірокастри | Клімат Гірокастри | Клімат Гірокастри | Клімат Гірокастри | Клімат Гірокастри | Клімат Гірокастри | Клімат Гірокастри | Клімат Гірокастри | Клімат Гірокастри |
| Показник                | Січ.              | Лют.              | Бер.              | Квіт.             | Трав.             | Черв.             | Лип.              | Серп.             | Вер.              | Жовт.             | Лист.             | Груд.             | Рік               |
| Абсолютний максимум, °C | 15                | 20                | 25                | 26                | 32                | 38                | 37                | 42                | 37                | 28                | 23                | 18                | 42                |
| Середній максимум, °C   | 9                 | 11                | 13                | 18                | 23                | 28                | 32                | 34                | 27                | 21                | 15                | 11                | 20                |
| Середня температура, °C | 5                 | 6                 | 7                 | 12                | 16                | 20                | 23                | 24                | 19                | 14                | 10                | 6                 | 13                |
| Середній мінімум, °C    | 1                 | 1                 | 2                 | 6                 | 10                | 13                | 15                | 15                | 12                | 8                 | 5                 | 2                 | 7                 |
| Абсолютний мінімум, °C  | −6                | −6                | −3                | −1                | 0                 | 8                 | 10                | 8                 | 4                 | 0                 | −1                | −6                | −6                |
| Норма опадів, мм        | 290               | 230               | 190               | 90                | 50                | 40                | 10                | 10                | 60                | 180               | 400               | 320               | 1910              |
| Днів з дощем            | 11                | 10                | 8                 | 7                 | 5                 | 2                 | 1                 | 1                 | 3                 | 7                 | 14                | 12                | 85                |
| ----------------------- | ----------------- | ----------------- | ----------------- | ----------------- | ----------------- | ----------------- | ----------------- | ----------------- | ----------------- | ----------------- | ----------------- | ----------------- | ----------------- |
| Джерело: Weatherbase    |                   |                   |                   |                   |                   |                   |                   |                   |                   |                   |                   |                   |                   |

## Історія
- Перше поселення на місці Гірокастри належить до I століття до н. е.
- Утворення міста належить до XII століття. Воно входило до візантійської провінції Епір і мало назву Аргірополіс («Срібне Місто») або Аргірокастрон («Срібний Замок»).
- У XIV столітті місто входило до грецького князівства Епір (Епірський Деспотат).
- У 1417 році місто було включено до складу Османської імперії.
- Наприкінці XIX століття місто стало одним із центрів боротьби за незалежність Албанії.
- За даними 1913 року [ISBN 960-7022-08-04] у місті мешкало 10 тис. албанців і 2 тис. греків.
- Під час Першої світової війни місто захоплювали італійські, грецькі, німецькі війська.
- Після завершення Першої світової війни місто було під контролем грецької армії, поки не було передано Албанському королівству.
- У часи комуністичного режиму місто як батьківщина Енвера Ходжі було оголошено музеєм.

## Пам'ятки

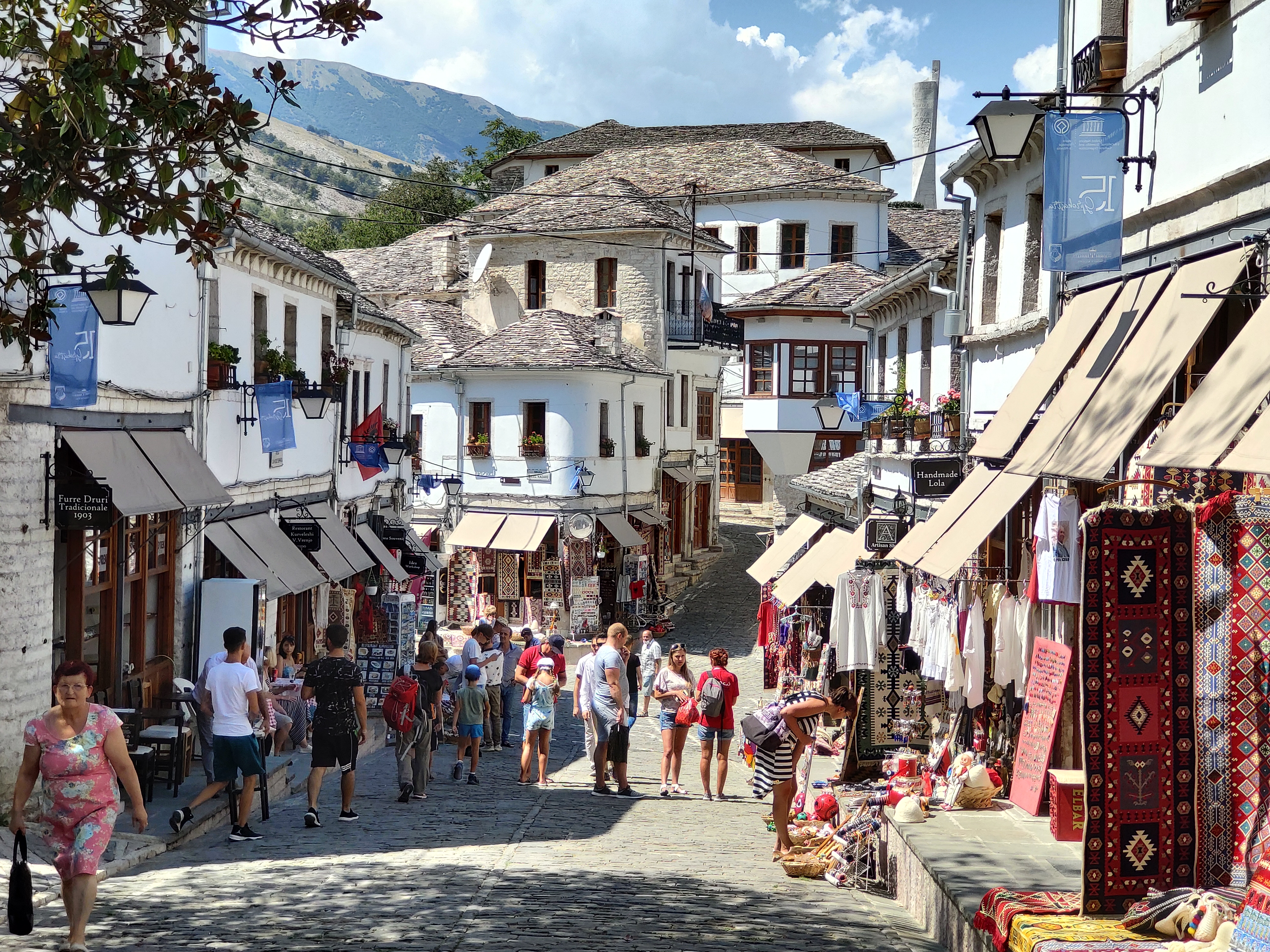
Старе місто
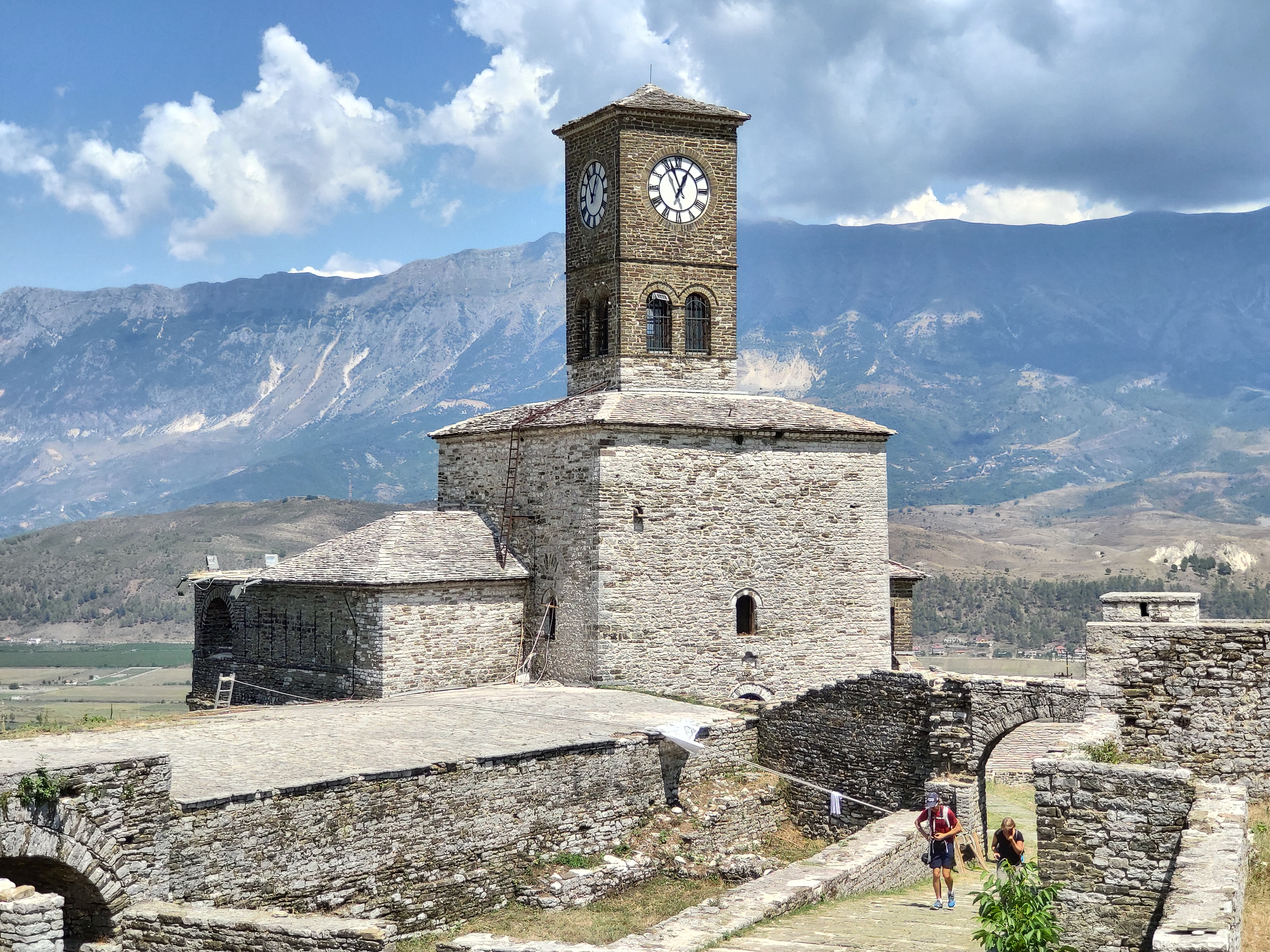
Годинникова вежа в фортеці Гірокастри
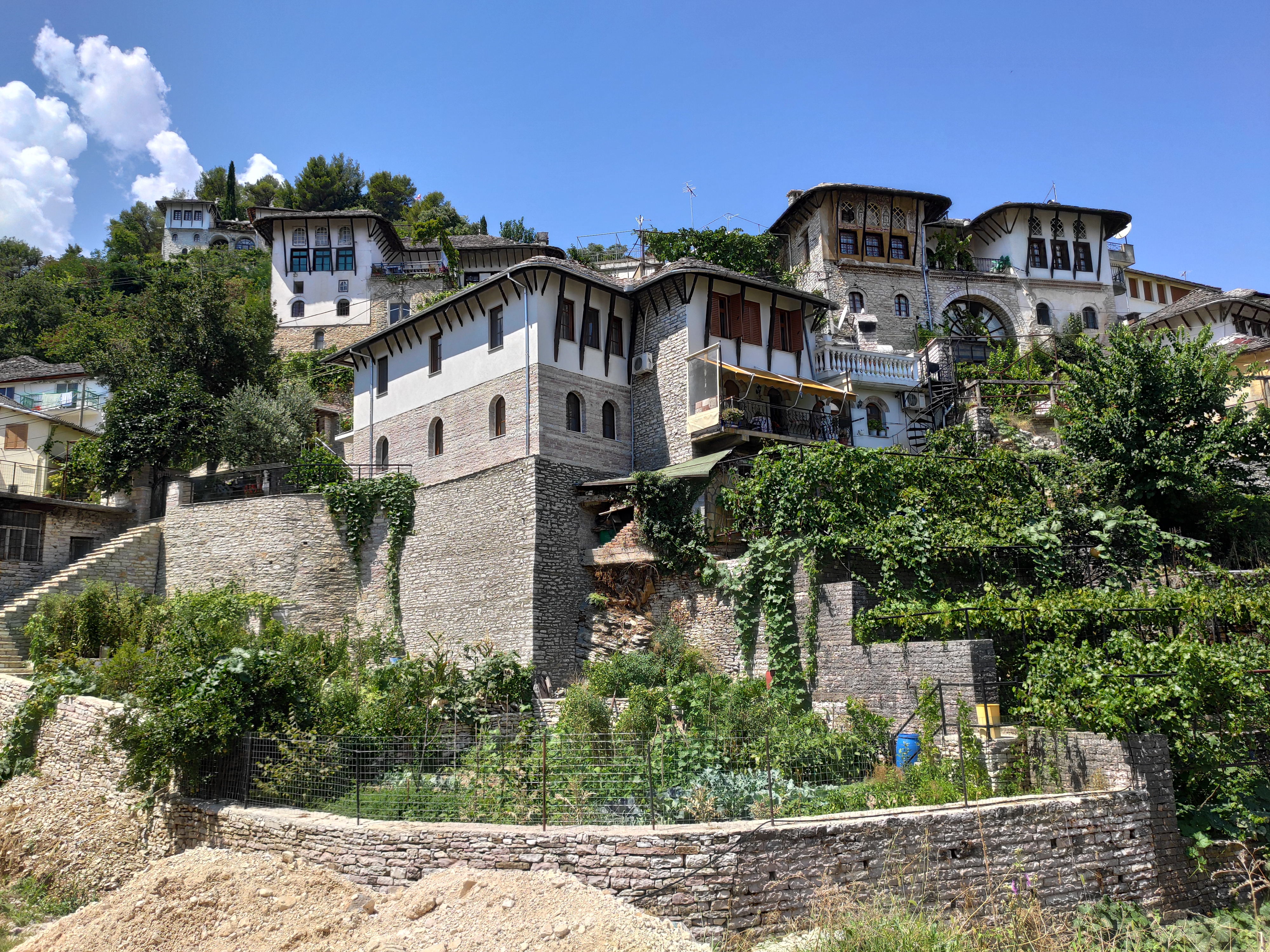
Турецька архітектура в Гірокастрі

У місті є цитадель XII століття.
Особливу відомість місту принесли будинки баштового типу (турецькі кулє) зведені у XVII—XIX століттях. Такі будинки є типовими для Балканського регіону, але ніде більше не збереглись у такій великій кількості.
Також у місті є базар, Базарна мечеть та дві християнські церкви XVIII століття.
У 1988 році було подано заявку на включення міста до списку Культурної спадщини ЮНЕСКО, але її було відхилено з причини великої кількості сучасних будівель, що псували архітектурний вигляд.
2005 року місто з другої спроби було включено до цього списку.

## Уродженці
- Фатмір Хаджіу (1927—2001) — албанський художник.
- Місто Маме (1921—1942) — Народний Герой Албанії.
- Енвер Ходжа (1908—1985) — албанський політичний діяч, фактичний керівник Народної Соціалістичної Республіки Албанії протягом 1944—1985 років. Народний герой Албанії.